# Areal (Piedade)
Areal é uma localidade portuguesa da freguesia da Piedade, concelho da Lajes do Pico, ilha do Pico, arquipélago dos Açores.
Este povoado encontra-se próximo às localidades do Biscoito Queimado e da formação geológica da Ponta do Castelete.